# ジョン・レノン/青春のビートルズ
『ジョン・レノン/青春のビートルズ』（In His Life: The John Lennon Story）は2000年にアメリカ合衆国で制作されたテレビ映画である。 別題は『ジョン・レノン・ストーリー』。監督はデヴィッド・カーソン。
ジョン・レノンの半生を描いたテレビ映画で、クォリーメン結成からビートルズがアメリカを席捲するまでを描く青春映画。

## キャスト
- ジョン・レノン：フィリップ・マッキラン
- ジュリア・レノン（ジョンの母親）：クリスティーン・カバナー（英語版）
- ミミ・スミス（ジョンの叔母）：ブレア・ブラウン（英語版）
- シンシア・レノン：ジリアン・キアニー
- ポール・マッカートニー：ダニエル・マッゴーワン